# Liane Russell
Liane Brauch „Lee“ Russell (Viena, 27 de agosto de 1923 – Oak Ridge (Tennessee), 20 de julho de 2019) foi uma geneticista estadunidense nascida na Áustria

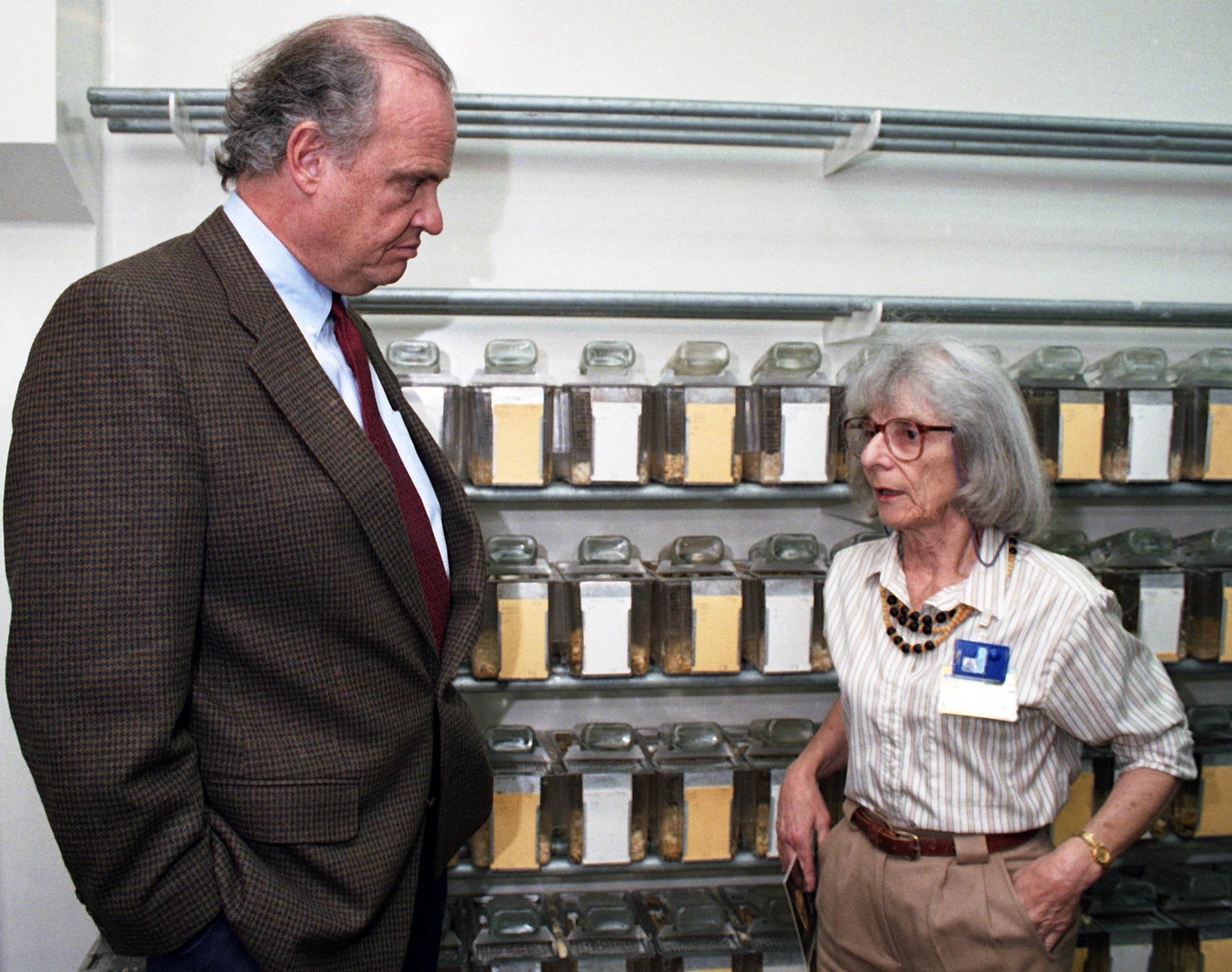
Fred Thompson (esquerda) com Liane Russell, 1996

Recebeu o Prêmio Enrico Fermi de 1993. Em 1986 foi eleita membro da Academia Nacional de Ciências dos Estados Unidos. Recebeu a Plaqueta Röntgen de 1973.